# Валь-де-Луїр-е-Кодо
Валь-де-Луїр-е-Кодо (фр. Val de Louyre et Caudeau) — муніципалітет у Франції, у регіоні Нова Аквітанія, департамент Дордонь. Валь-де-Луїр-е-Кодо утворено 1 січня 2017 року шляхом злиття муніципалітетів Сент-Альвер-Сен-Лоран-Ле-Батон i Сандріє. Адміністративним центром муніципалітету є Сент-Альвер. Населення — 1590 осіб (01.01.2021).